# Zdzisław Remiszewski
Zdzisław Teofil Remiszewski (ur. 8 kwietnia 1936 w Rucianach, zm. 18 sierpnia 2010 w Ostrołęce) – polski działacz partyjny i państwowy, w latach 1983–1984 wicewojewoda ostrołęcki.

## Życiorys
Syn Wacława i Genowefy. Wieloletni działacz Zjednoczonego Stronnictwa Ludowego. Zasiadał w krajowych władzach partii, od 1975 jako pierwszy kierował jej strukturami w województwie ostrołęckim. W latach 1983–1984 pozostawał wicewojewodą ostrołęckim. W III RP przystąpił do Polskiego Stronnictwa Ludowego, jego członkiem pozostał do śmierci. Zaangażowany także w działalność Ochotniczej Straży Pożarnej, do 2007 zasiadał w prezydium mazowieckiego Zarządu Wojewódzkiego OSP, a także w krajowym zarządzie tej organizacji.
W 2010 został odznaczony Złotą Odznaką „Zasłużony dla Ochrony Przeciwpożarowej”
20 sierpnia 2010 pochowany na Cmentarzu Komunalnym przy ul. Krańcowej w Ostrołęce.